# Giovanni Andrea Fioroni
Giovanni Andrea Fioroni auch Giovanni Andrea Fiorone und Giovanni Andrea Florono (* 1716 in Pavia; † 19. Dezember 1778 in Mailand) war ein italienischer Komponist. 

## Leben
Fioroni begann die Musikstudien in seiner Heimatstadt, er setzte die in Neapel am Conservatorio della Pietà dei Turchini, wo ihn unter anderem Leonardo Leo in Kontrapunktik unterrichtete. 1747 gewann er den Wettbewerb um die am Mailänder Dom ausgeschriebene Stelle des maestro di cappella. Nebenher wirkte er auch an anderen Kirchen der Stadt sowie in Como und Vimercate. 
Am 24. November 1765 wurde Fioroni in Bologna in die Accademia Filarmonica aufgenommen. 
Zu seinen vielen Schülern zählten Carlo Monza, Quirino Gasparini und Alessandro Rolla.

## Werke (Auswahl)
- Requiem mit Benedictus, 4-stimmig
- Requiem mit Benedictus, 8-stimmig
- In sole surgenti
- La Didone abbandonata, Oper, Libretto: Pietro Metastasio (Mailand 1735)
- Angelus Domini, 5-stimmige Motette